# Forochel
Forochel: landstreek in Midden-aarde, gelegen ten noordwesten van de meest noordelijke uitlopers van de Ered Luin of Blauwe Bergen. Het besloeg vooral het gebied rondom de IJsbaai van Forochel. Feitelijk was dit het enige gebied dat over was gebleven van het grote rijk van Morgoth, dat voor het overgrote deel na de vernietiging onder water was verdwenen.
In de Derde Era leefde hier het volk der Lossoth of Sneeuwmensen, een volk dat in soortgelijke omstandigheden leefde als de Eskimo's in onze wereld. Zij waren de afstammeling van de Forodwaith of Noordelijke Volk die hier al tijdens de Eerste Era woonde.
Slechts eenmaal speelden de Lossoth een rol in de geschiedenis van Midden-Aarde. In het jaar 1974 van de Derde Era veroverde de Tovenaar-Koning de hoofdstad Fornost van het koninkrijk Arthedain. Hiermee kwam een definitief einde aan Arnor, het noordelijk rijk van de Dunedain in Midden-Aarde. Arvedui, de laatste koning van Arthedain, wist met enkele volgelingen te ontkomen uit de verwoesting van Fornost. Hij vluchtte naar het noorden en kreeg hier hulp van de Lossoth, die hem in de lange noordelijke winter onderdak verleenden. In het voorjaar zond de scheepsbouwer Cirdan een schip om hem op te halen, maar in een storm zonk het schip en zo kwam de laatste koning van Arthedain om het leven.